# 過マンガン酸ナトリウム
過マンガン酸ナトリウム（かマンガンさんナトリウム）は、ナトリウムの過マンガン酸塩で、強い酸化力を有する物質である。

## 生成
二酸化マンガンと水酸化ナトリウムを酸化剤である硝酸ナトリウムと共に融解して粗製マンガン酸ナトリウムを得る。
{\displaystyle {\ce {MnO2\ + 2 NaOH\ + NaNO3 -> Na2MnO4\ + NaNO2\ + H2O}}}
このマンガン酸ナトリウムは中性および酸性水溶液中では不均化して過マンガン酸ナトリウムに変化し二酸化マンガンを沈殿する。
{\displaystyle {\ce {3 Na2MnO4\ + 2 H2O -> 2 NaMnO4\ + MnO2\ + 4 NaOH}}}
またはマンガン酸ナトリウム水溶液を塩素で酸化しても過マンガン酸ナトリウムが得られる。
{\displaystyle {\ce {2 Na2MnO4\ + Cl2 -> 2 NaMnO4\ + 2 NaCl}}}
過マンガン酸銀および塩化ナトリウム水溶液の複分解でも水溶液が得られる。
{\displaystyle {\ce {2 AgMnO4\ + NaCl -> NaMnO4\ + AgCl(s)}}}

## 性質
黒紫色（光の当り方によっては黒緑色）の結晶であり、水に易溶で潮解性をもつ。
水溶液からは33.7℃以下では三水和物 {\displaystyle {\ce {NaMnO4\cdot 3H2O}}} 、それ以上では一水和物 {\displaystyle {\ce {NaMnO4\cdot H2O}}} を析出し、水和物を脱水して無水物をつくることは困難であり、加熱によって170℃で酸素を発生して分解する。
その他化学的性質は、水に対する溶解度が大きいことを除いては過マンガン酸カリウムとほぼ同じである。